# Жлобин-Західний
Жло́бин-Зáхідний (біл. Жло́бін-Захо́дні) — обгінний пункт Гомельського відділення Білоруської залізниці на електрифікованій магістральній лінії Гомель — Мінськ між зупинними пунктами Деповський (3 км) та Малевичі (3,6 км).
Розташований у західній частині міста Жлобин Гомельської області. Обгінний пункт Жлобин-Західний входить до складу Жлобинського залізничного вузла разом зі станціями Жлобин-Північний, Жлобин-Сортувальний та Жлобин-Подільський.

## Історія
Обгінний пункт до 1965 року мав первинну назву — роз'їзд 288 км. 
19 вересня 2013 року завершена електрифікації дільниці Бобруйськ — Жлобин.
28 вересня 2013 року введена в експлуатацію електрифікована дільниця Осиповичі I — Жлобин, яку відкривав перший електропоїзд «Stadler» регіональних ліній ЕПр-004.

## Пасажирське сполучення
На обгінному пункті Жлобин-Західний зупиняються поїзди регіональних ліній економкласу сполученням Жлобин — Осиповичі та Жлобин — Рабкор.